# Zsoldos Péter
Zsoldos Péter (Szentes, 1930. április 20. – Budapest, 1997. szeptember 26.) magyar sci-fi-író és zeneszerző.

## Élete
Fiatalkorában sokat olvasott olyan szerzőktől, mint Jack London vagy Kipling. Később pedig tudományos könyvek érdekelték csillagászat, földrajz, geológia, majd a régészet témakörökben. Szentesen érettségizett a Horváth Mihály Gimnáziumban. 
Ezután zeneszerzést tanult, 1949 őszén felvették a Zeneművészeti Főiskola zeneszerzés tanszakára, ahol 1956 tavaszán megkapta zenetanári és kóruskarnagyi diplomáját.
Ezt követően a Magyar Rádióban lett zenei szerkesztő-riporter, közben 1963-tól 1967-ig a bölcsészkaron pszichológiát tanult.
A tudományos-fantasztikus irodalommal 1957 után kezdett foglalkozni.
Elsősorban tudományos-fantasztikus műveiről ismert Magyarországon.
Stanisław Lemhez hasonlóan kritikusan nyilatkozott a 80-as évek közepén sci-fi műfaj népszerűségének negatív hatásáról, felhígulásáról és műfaj mellett megjelenő szubkultúráról, akik szerinte többek között "a horrort és a pornót becsempészők, az áltudományos mítoszteremtők".
1998-ban az Avana Egyesület és Salgótarján Megyei Jogú Város Önkormányzata megalapította a Zsoldos Péter Díjat, amellyel évente a magyar tudományos-fantasztikus irodalom, később a teljes hazai fantasztikum kiemelkedő alkotásait díjazzák.

## Munkássága

### Novellák
- 1997 - A jó testőr (X Magazin, II. évf. 11. szám, 1997. november)
- 2007 - Severus (Galaktika, XXVIII. évfolyam 210. szám, 2007. szeptember)

### Regények
A két hivatása (zenész és író) viszonyáról önmaga írja A feladat című regényének harmadik kiadásának előszavában: „A zenei forma és szerkesztés minden más művészetnél szigorúbb törvényei és ugyanakkor a fantázia szabadsága, ami éppen e törvények szigorúságából fakad, nagyszerű iskola volt.“ Az Ellenpont című regénye már a címében is tükrözi ezt a viszonyt.
- 1963 – A Viking visszatér
- 1969 – Távoli tűz
- 1971 – A feladat
- 1973 – Ellenpont
- 1977 – A bunker tévéfilmsorozat[3] (Boldizsár Miklóssal közösen)
- 1979 – Portré négy ülésben
- 1983 – A holtak nem vetnek árnyékot
- 1988 – Az utolsó kísértés

A Viking visszatér, a Távoli tűz és Az utolsó kísértés című könyvek trilógiát alkotnak.
Egyes regényeinek címét (A Viking visszatér, Távoli tűz, Ellenpont) a Solaris együttes számcímül választotta.
A Portré négy ülésben életrajzi regény Muszorgszkijról.
A feladat című könyvét 1975-ben megfilmesítették.
Ugyanebből a regényéből képregény készült Sebők Imre rajzaival folytatásokban, ami a Népszavában jelent meg az 1971. IX. 5. és 1972. I. 1. számai között.
Két regénye volt előkészületben: Kiűzetés és Végül a sötétség - a Népszava tudományos fantasztikus könyvek sorozatban jelent volna meg (az ebben a sorozatban megjelent Nemere István: Az utolsó bolygó c. könyv előzetese szerint)

## Elismerései
- Eurocon-díj (1972 és 1976)
- Arany Meteor-díj, Hungarocon-díj (1988)
- Galaktika-díj (1989)
- Lajtha László-díj (posztumusz, 2001)

## Külső linkek
- Az író és a róla elnevezett díj hivatalos honlapja